# Alose
A alose é um monossacarídeo do tipo hexose, de fórmula química C6H12O6. Faz parte do grupo das aldoses. É um açúcar bastante raro, isolado das folhas do arbusto africano Protea rubropilosa. É solúvel em água e praticamente insolúvel no metanol.